# Pizzo della Rondine
Il Pizzo della Rondine (1.245 m s.l.m.) è un monte della Sicilia occidentale, nei pressi del fiume Platani, in provincia di Agrigento.
S'innalza nei pressi dell'antico centro greco di Camico, tra i rilievi Sicani, in un ambiente collinare-montuoso non povero di fiumare e torrenti, secco d'estate, rigoglioso in primavera, umido in inverno.
Domina la Riserva naturale orientata Monte Cammarata.